# Listă de sculptori neozeelandezi
Aceasta este o listă de sculptori neozeelandezi.

## S
- Terry Stringer

## T
- Greer Twiss